# Caverna do Horror
Caverna do Horror (em hebraico:  מערת האימה "literal". Me'arat Ha'Eima) é o nome dado ao que os arqueólogos catalogaram como Gruta 8 do Deserto da Judéia, Israel, onde os restos mortais de refugiados judeus da revolta de Bar Kokhba foram encontrados. Fragmentos de um  pergaminho em rolo bíblico escrito em grego, foram descobertos na caverna. O pergaminho contém passagens dos livros de Zacarias e Naum que datam de 1.900 anos.

## História
A existência da caverna é conhecida há algum tempo; seu nome macabro vem de 40 esqueletos humanos antigos que foram descobertos lá na década de 1960. Os esqueletos são de pessoas que morreram de fome durante a revolta de Bar Kokhba, que ocorreu entre 132 d.C. e 135 d.C., quando o povo judeu da região se revoltou contra o Império Romano. A revolta foi esmagada, com alguns escritores antigos afirmando que mais de 500.000 judeus foram mortos e muitos outros deportados da região.